# Francesco Mosca (dit Moschino)
Pour les articles homonymes, voir Mosca.
Francesco Mosca (né probablement à Florence ou Settignano en 1531 et  mort à Pise le 28 septembre 1578) est un sculpteur italien, de la Renaissance, connu également sous le surnom de « il Moschino »  pour le distinguer de son père Simone Mosca duquel il fut l’élève et le collaborateur et auquel il succéda pour l’édification de l’œuvre sculpturale du Cathédrale d'Orvieto. Il participa par la suite à celle du Cathédrale de Pise.
Son style se caractérise par une grande sensualité des corps et un certain anti-classicisme, dans le sillage de Baccio Bandinelli et de Bartolomeo Ammannati .

## Biographie

### Origines
Francesco Mosca, dit aussi « le Moschino », pour le distinguer de son père Simone Mosca, également sculpteur apprécié, est né à Florence ou à Settignano vers 1531  . Il était donc un fils d'artiste et représentait la troisième génération d'une famille dédiée au travail de la pierre. Son grand-père paternel, Francesco di Simone delle Pecore, était tailleur de pierre de profession  .

### Formation
Élevé pratiquement le ciseau à la main et étant particulièrement doué pour le travail de la pierre, il collabora dès l'adolescence avec son père Simone Mosca à la réalisation des travaux de la cathédrale d'Orvieto en 1546 . Vasari dit qu'il avait quinze ans lorsque, sous la direction de son père, il créa les « anges qui tiennent l'inscription etc. entre les piliers. .

### À Orvieto
A la mort de son père Simone en avril 1554 à Orvieto alors qu'il dirigeait les travaux de cette cathédrale, Francesco Mosca fut nommé son successeur mais il préféra laisser ce poste à Raffaello da Montelupo et se rendre à Rome .

### À Rome
A Rome, il sculpta pour « Messer Ruberto Strozzi » le groupe en marbre de Mars et Vénus, aujourd'hui mieux connu sous le nom d'Atalante et Méléagre et conservé au Atkins Museum Fines Art de Kansas City (Missouri) .
Après avoir créé le groupe de "Diane au bain avec les nymphes qui convertit Atteone en cerf", une œuvre signée : "Opus Francisci Moschini Florentini", aujourd'hui conservée au Musée du Bargello à Florence, il revient à Florence et fait don de cette œuvre au duc Cosme Ier de Médicis qui l'apprécia beaucoup et de qui il obtint la commande des travaux de la cathédrale de Pise .

### À Florence
En 1565, à l'occasion du mariage de François Ier de Médicis avec Jeanne d'Autriche, il participa à la préparation des appareils en l'honneur des augustes époux, laissant le Grand-Duc très satisfait.
Dans la cathédrale de Pise, Francesco Mosca a réalisé les sculptures et les statues de la chapelle du Sacrement, alors connue sous le nom de "Nunziata", construite par Stagio da Pietrasanta et en 1563, il a également été commandé pour la chapelle opposée connue sous le nom de l' Incoronata, dédiée à Saint Ranieri, qu'il n'a cependant pas pu terminer. Il meurt le 28 septembre 1578 à l'âge d'environ 47 ans. Ces œuvres de lui ont été achevées par Stoldo Lorenzi en 1583 .

## Œuvres

### Profanes
- Atalante et Meleagre - Atkins Museum Fines Art de Kansas City (Missouri)
- Diana transforme Actéon en cerf - Musée national du Bargello, Florence

### Sacrées

#### Cathédrale d'Orvietoen collaboration avec son pèreSimone Mosca
- Anges soutenant l'inscription entre les piliers
- Dieu le Père dans la page de titre
- Anges au milieu rond au-dessus de l'Adoration des Mages
- Victoire en demi-tour

#### Cathédrale Notre-Dame-de-l'Assomption de Pise
- chapelle du sacrement de 1558 à 1563
  - Autel avec Adam et Eve
  - Annonciation
  - Dieu le Père
- chapelle de San Ranieri de 1563 à 1578
  - Autel avec le couronnement
  - Dieu le Père
  - Christ
  - deux anges
  - deux prophètes